# US Métro
Die Union sportive métropolitaine des transports, kurz US Métro, ist ein französischer Sportverein aus Paris, der 1928 gegründet wurde. Sowohl die Basketball-, als auch die Eishockeyabteilung des Vereins spielten in der höchsten französischen Spielklasse ihrer Sportart. Dies Basketballer gewannen in den Jahren 1939 und 1942 jeweils den französischen Meistertitel.

## Bekannte Sektionen
- US Métro (Basketball)
- US Métro (Eishockey)
- Rugby Union, siehe Racing 92